# Далија Иманић
Далија Иманић је примабалерина Балета Народног позоришта у Београду.

## Биографија
По завршетку средње балетске школе у Сарајеву, ангажована је у Балету Народног позоришта у Београду 1992. године
Године 2000. добија звање прве солисткиње, а 2004. постаје првакиња.

## Главне улоге у Балету Народног позоришта
- Успавана лепотица (В. Логунов)
- Кавез (Л. Пилипенко)
- Сан о ружи (М. Фокин)
- Доктор Џекил и мистер Хајд (В. Логунов)
- Ромео и Јулија (Д. Парлић)
- Ко то тамо пева (С. Зуровац)
- Пакита (П. и Љ. Добријевић)
- главни соло у опери Фауст

## Гостовања
Колумбија, Босна и Херцеговина